# 陳銳 (小提琴家)
陳銳（英語：Ray Chen，1989年3月6日—），台裔小提琴家，生於臺北市，擁有中華民國與澳大利亞雙國籍。自幼被視為音樂神童，曾獲得2008年梅纽因国际青少年小提琴比赛冠軍，以及2009年伊丽莎白王后国际音乐比赛小提琴冠軍等殊榮。

## 生平
陳銳生於中華民國臺北市，未满一岁便隨父母移民澳大利亚布里斯本。四歲開始學小提琴，八歲時在澳洲昆士蘭完成鈴木教學法全部十級的課程。八岁时，陈銳受邀与昆士兰交响乐团合作演出。他还应邀在1998年日本长野冬奥会开幕音乐会上演出。15岁时前往美国，进入柯蒂斯音乐学院。
2008年，获得梅纽因国际青少年小提琴比赛冠軍，2009年，获得伊丽莎白王后国际音乐比赛小提琴冠軍。
陈锐于2017年与Decca Classics签约。
2020年第57屆金馬獎頒獎典禮開場由小提琴家陳銳帶來演出，主題為「永遠的新天堂樂園」。
陈锐也以在网络上的形象闻名。他在自己的Instagram及YouTube频道上上传有关小提琴演奏的视频，并与 YouTube古典音乐喜剧二人组TwoSetViolin多次合作。

## 外部連結
- 陳銳的Instagram帳戶
- 陈锐的新浪微博
- YouTube上的陈锐頻道
- 陈锐的哔哩哔哩个人空间